# شونا ماكلين
شونا ماكلين (مواليد 18 مايو 1992) هي لاعبة هوكي حقل إنجليزية، حصلت على الميدالية الذهبية والبروزنية مع منتخب بريطانيا العظمى في أولمبياد 2016 و2020 على التوالي.

## وصلات خارجية
- شونا ماكلين على موقع الاتحاد الدولي للهوكي (الإنجليزية)
- شونا ماكلين على موقع اللجنة الأولمبية الدولية (الإنجليزية)
- شونا ماكلين على موقع أوليمبيديا (الإنجليزية)
- شونا ماكلين على موقع اللجنة الأولمبية البريطانية (الإنجليزية)